# Hyporhamphus melanopterus
Hyporhamphus melanopterus is een straalvinnige vissensoort uit de familie van halfsnavelbekken (Hemiramphidae). De wetenschappelijke naam van de soort werd voor het eerst geldig gepubliceerd in 1978 door Bruce Baden Collette en Nikolai Vasilyevich Parin.